# Животна историја
Животна историја је сажето испричана животна прича неког појединца која укључује сва значајна унутрашња и спољашња збивања, од рођења до садашњег тренутка. У социјалном раду животна историја клијента може се проучавати на три начина: хронолошки, ретроспективно и по комплексима.